# Pyramidulidae
Pyramidulidae is een familie van weekdieren uit de klasse van de Gastropoda (slakken).
In Nederland is het donkerbruin rotstolletje (Pyramidula pusilla) de enige vertegenwoordiger uit deze familie.

## Geslacht
- Pyramidula Fitzinger, 1833